# 小行星4066
小行星4066（4066 Haapavesi）是一颗围绕太阳公转的小行星。1940年9月7日，海基·阿利科斯基在图尔库发现了此天体。
这颗小行星的绝对星等为88.87490768179936等。